# Джордж Бреттингэм Соверби I
Джордж Бреттингэм Соверби I (англ. George Brettingham Sowerby I; 1788 — 26 июля 1854) — британский натуралист, иллюстратор и конхолог.
Сын Джеймса Сауэрби. Вместе со своим братом Джеймсом Де Карлом Сауэрби продолжил работу своего отца над окаменелыми ракушками, опубликовав последние тома Минеральной кохнологии Великобритании. Он опубликовал около 50 статей о моллюсках и начал несколько всеобъемлющих, иллюстрированных книг по этой теме, наиболее важная из которых Thesaurus Conchyliorum, книгу создание которой продолжили его сын, Джордж Бреттингэм Соверби II и внук Джордж Бреттингэм Соверби III. Одна из его первых работ вошла в коллекцию Чарльза Беннета, 4-го графа Танкервиля.

## Публикации
- A Conchological Manual (1839)
- Thesaurus Conchyliorum
- Illustrated Index of British Shells (1859)